# Xanthomixis
Xanthomixis – rodzaj ptaków z rodziny madagaskarniczków (Bernieridae).

## Rozmieszczenie geograficzne
Rodzaj obejmuje gatunki występujące na Madagaskarze.

## Morfologia
Długość ciała 14–16,5 cm, masa ciała 11–24,5 g (samce są z reguły większe od samic).

## Systematyka
Rodzaj zdefiniował w 1881 roku angielski zoolog Richard Bowdler Sharpe w artykule poświęconym opisowi nowym rodzaju tymaliowatych z Madagaskaru, z uwagami na temat niektórych innych rodzajów, opublikowanym w czasopiśmie Proceedings of the Zoological Society of London. Gatunkiem typowym jest (oznaczenie monotypowe) madagaskarniczek okularowy (X. zosterops).

### Etymologia
Xanthomixis: gr. ξανθος xanthos ‘żółty’; ομμα omma, ομματος ommatos ‘oko’; rodzaj Neomixis Sharpe, 1881 (malgasik).

### Podział systematyczny
Do rodzaju należą następujące gatunki:
- Xanthomixis zosterops (Sharpe, 1875) – madagaskarniczek okularowy
- Xanthomixis apperti (Colston, 1972) – madagaskarniczek reliktowy
- Xanthomixis cinereiceps (Sharpe, 1881) – madagaskarniczek szarołbisty